# White Man
White Man is een nummer van de Engelse rockband Queen van het album A Day at the Races. Het werd geschreven door Brian May en verhaalt over het lijden van de indianen door toedoen van Europese immigranten. De riff werd gebruikt voor de albumintro, net als 'Father to Son' en 'Procession' enkele jaren eerder. Het nummer zou het middelpunt vormen van een zangsolo van Freddie Mercury tijdens de tournee A Day at the Races en dienstdoen als zowel een zangsolo van Freddie Mercury als een gitaarsolo van Brian May tijdens de tournee News of the World in 1977-'78. Het lied is een van de stevigste werken van Queen, zowel thematisch als muzikaal. Op de latere tournees uit 2005 (Queen + Paul Rodgers) en 2008 (Rock the Cosmos) werd de riff van 'White Man' gebruikt als een intro voor 'Fat Bottomed Girls'.